# Schlacht bei Nekmíř
Die Schlacht von Nekmíř in der Nähe von Pilsen fand 1419 zwischen den Hussiten und den kaiserlichen Einsatztruppen statt. In dieser Schlacht wurden das erste Mal von den Hussiten Wagenburgen eingesetzt.
Im November 1419, nach den Kämpfen zwischen den radikalen Hussiten und den Söldnern des Vinzenz von Wartenberg um die Prager Kleinseite, kam es nach einer Verbannung von 135 Adeligen und von vier Königsstädten zu einem vorläufigen Friedensabkommen, das bis April 1420 hielt. Die Schöffen der Prager Neustadt gaben gleichzeitig an die böhmische Regentin Königin Sophie (Frau des böhmischen Königs Wenzel) die Burg Vyšehrad zurück, die 1419 von den Hussiten besetzt worden war.
Die enttäuschten radikalen Hussiten verließen daraufhin Prag. Jan Žižka und seine Hauptleute unter Führung von Brenek von Fels und Schwihau zogen über Alttabor nach Pilsen, das vom Priester Václav Koranda verwaltet wurde und inzwischen ein Zentrum der radikalen Hussiten war. Damit wurde diese Hussitenhochburg Hauptangriffsziel der katholischen Allianz unter Führung der westböhmischen Adeligen, ein Grund für den Hussitenführer Žižka, die Stadt gegen Angriffe zu schützen.
Während sich die Hussiten in Pilsen aufhielten, kam es in der Umgebung immer wieder zu kämpferischen Auseinandersetzungen. Als Žižka im Dezember 1419 (meist wird der 2. Dezember genannt) mit seinem Heer von einem solchen Kampf zurückkehrte, lauerten ihm kaiserliche Einsatztruppen unter Befehl von Bohuslav von Schwanberg mit ca. 2000 Mann Kavallerie 17 Kilometer nordwestlich von Pilsen bei Nekmíř auf und griffen ihn an.
Žižka verfügte nur über rund 400 Mann und etwas Artillerie. Sieben seiner mit Geschützen bestückten Wagenburgen gelang es in dem Gefecht, den kaiserlichen Truppen schwere Verluste beizubringen. Unter anderem wurde auch der Burgherr Hynek von Nekmíř getötet. Während des anschließenden Weitermarsches in Richtung Pilsen überfielen die Hussiten in der Nacht noch drei weitere Besatzergruppen, bevor sie sich in ihre Hochburg Pilsen zurückzogen.
Nachdem die Nachricht Königin Sophie erreicht hatte, ließ sie ein Heer aufstellen, das Pilsen angreifen sollte. Die Situation wurde für die Hussiten nicht nur durch königliche Angriffe, sondern auch durch innerstädtische Kämpfe der Bürgerlichen immer unerträglicher. Hinzu kam, dass die Königstreuen die Versorgungswege kontrollierten. Nach einer Einigung mit den Besatzern verließen Žižka und seine 400 Kämpfer unter freiem Geleit am 23. März 1420 die Stadt und zogen in Richtung Tábor.
Nach der Erfahrung dieses Kampfes begann Žižka, die Zahl seiner Geschütze zu vergrößern und die Wagenburg-Taktik weiterzuentwickeln (vgl. Schlacht bei Sudoměř).